# Eleonore Hödl
Eleonore Hödl (* 7. April 1944 in Deutschlandsberg, Steiermark) ist eine ehemalige österreichische Politikerin (SPÖ).

## Leben
Eleonore Hödl wuchs in Graz heran, wo sie die Volksschule und ein Realgymnasium besuchte, an welchem sie im Jahr 1963 maturierte. Nach einem Jahr Handelsakademie schrieb sich Hödl an der Universität Graz ein, an der sie Rechtswissenschaften studierte und 1968 promovierte.
Nach einem Jahr Gerichtspraxis und Mitarbeiterin in einer Grazer Steuerberatungskanzlei, wurde sie 1969 Produktmanagerin bei der Sattler AG im Grazer Gemeindebezirk Liebenau. Nach zwei Jahren fand sie 1971 Arbeit als Referentin bei der Pensionsversicherungsanstalt in Graz. 1982 wurde sie dort zur Leiterin der Sozialrechtsabteilung ernannt.
Ihre kurze politische Karriere begann Hödl 1983, als sie als Abgeordnete der SPÖ in den Grazer Gemeinderat einzog, dem sie bis 1986 angehören sollte. Im Dezember 1986 folgte ihre Vereidigung als Mitglied des Bundesrats in Wien. In der Länderkammer hatte sie danach bis Oktober 1991 ein Mandat inne.
Innerhalb ihrer Partei saß sie nicht nur im Landesparteivorstand, sondern war ab 1985 auch Frauenvorsitzende im Bund Sozialdemokratischer Akademikerinnen und Akademiker, Intellektueller, Künstlerinnen und Künstler (BSA).